# Navarid Qipchaq
Navārīd Qipchaq é uma cidade do Afeganistão, localizada na província de Balkh.